# Друга сурдуличка бригада НОВЈ
Друга сурдуличка народноослободилачка бригада НОВЈ формирана је 29. септембра 1944. године код Сурдулице. Одмах по формирању ушла је у састав 46. српске дивизије НОВЈ.
Командант бригаде био је Срета Митић.
Штаб 46. дивизије наредио је 6. октобра 1944. штабовима Двадесет пете, Двадесет шесте, Двадесет седме, Друге врањске, Прве и Друге сурдуличке бригаде затварање правца Бујановац - Врање - Грделица. Тог дана рано ујутру немачко-квислиншке снаге, праћене моторним возилима и тенковима, кренуле су од правца Куманова ка Бујановцу и Прешеву. У току дана успеле су одбацити снаге Оперативног штаба за Косово које су се налазиле на линији Буштрање—Крајмировце—Божињевац и пред ноћ овладати линијом Старац—Рујан—Крајмировце. Циљ ових снага био је овладати линијом Куманово—Лесковац за извлачење њихових снага из Македоније и Грчке, а успут да ослободе опкољени гарнизон Бело Поље. Друга сурдуличка бригада се током операције са својим снагама пребацила у Стајковце и ту била у резерви. Одржавала је везу са Другом врањском бригадом и 27. бригадом..
Наредбом Штаба 46. српске дивизије од 16. октобра 1944. године штабу бригада је расформирана. Од првих 150 бораца бригаде био је формиран Врањски партизански одред, а остатак бораца са командним кадром упућен је у састав 25. српске бригаде.